# Nati nel 1967/Agosto
| Questa pagina contiene informazioni ricavate automaticamente dalle voci biografiche con l'ausilio del template Bio e di un bot. L'aggiornamento è periodico e automatico e ricostruisce completamente la pagina. Se manca una persona in questa lista, sei pregato di non aggiungerla, ma accertati piuttosto che la sua voce biografica contenga il template Bio e che i dati anagrafici siano correttamente compilati. Se il template Bio manca, inseriscilo tu stesso o, in alternativa, metti l'avviso {{tmp\|Bio}} che ne segnala la mancanza. Se i dati riportati sono sbagliati, correggi direttamente la voce biografica; le modifiche saranno visibili in questa lista entro pochi giorni. Per chiarimenti vedi il progetto biografie. La lista contiene solo le 308 persone che sono citate nell'enciclopedia e per le quali è stato implementato correttamente il template Bio. Pagina aggiornata al 26 lug 2025. |

- 1º agosto - Mohamed Obaid Al-Zahiri, ex calciatore emiratino
- 1º agosto - Raúl Diago, dirigente sportivo e ex pallavolista cubano
- 1º agosto - Mona Eltahawy, giornalista egiziana
- 1º agosto - Hugo Hansen, ex calciatore norvegese
- 1º agosto - Giovanna Mangili, politica italiana
- 1º agosto - José Padilha, regista, sceneggiatore e produttore cinematografico brasiliano
- 1º agosto - Smahi Triki, ex calciatore marocchino
- 1º agosto - Giōrgos Vaïtsīs, ex calciatore greco
- 2 agosto - Aline Brosh McKenna, sceneggiatrice e regista statunitense
- 2 agosto - Sandro Brusamarello, ex cestista italiano
- 2 agosto - Girolamo Di Stolfo, attore, personaggio televisivo e pugile italiano († 2015)
- 2 agosto - Marco Giampaolo, allenatore di calcio e ex calciatore italiano
- 2 agosto - Aaron Krickstein, ex tennista statunitense
- 2 agosto - Paolo Restani, pianista italiano
- 2 agosto - Viggo Strømme, ex calciatore norvegese
- 3 agosto - Jim Black, batterista statunitense
- 3 agosto - Frank Bleckmann, ex schermidore tedesco
- 3 agosto - Alex Cevallos, ex calciatore ecuadoriano
- 3 agosto - Skin, cantante britannica
- 3 agosto - Marc Garcia, pilota motociclistico francese
- 3 agosto - Mathieu Kassovitz, regista, sceneggiatore e attore francese
- 3 agosto - Camilla Nilsson, ex sciatrice alpina svedese
- 4 agosto - Timothy Adams, attore statunitense
- 4 agosto - Juana Díaz Bio, ex cestista cubana
- 4 agosto - Marcelo Filippini, ex tennista uruguaiano
- 4 agosto - Ronald Aldon Hicks, vescovo cattolico statunitense
- 4 agosto - Chuck Hogan, scrittore statunitense
- 4 agosto - Arbaaz Khan, attore indiano
- 4 agosto - Ilijan Kirjakov, ex calciatore bulgaro
- 4 agosto - Michael Marsh, ex velocista statunitense
- 4 agosto - Stéphane Moulin, allenatore di calcio e ex calciatore francese
- 4 agosto - Stefano Olivari, giornalista, scrittore e editore italiano
- 4 agosto - Wilfried Pallhuber, biatleta italiano
- 4 agosto - Igor' Pyvin, ex calciatore e allenatore di calcio russo
- 4 agosto - Jenny Reisener, ex cestista australiana
- 4 agosto - Christel Schaldemose, politica danese
- 4 agosto - Jana Sorgers-Rau, ex canottiera tedesca
- 4 agosto - Fernando Sousa, ex calciatore angolano
- 4 agosto - Ilaria Tocchini, ex nuotatrice italiana
- 5 agosto - Patrick Baumann, dirigente sportivo svizzero († 2018)
- 5 agosto - Jane Bogaert, cantante svizzera
- 5 agosto - Giovanni Cefai, vescovo cattolico e missionario maltese
- 5 agosto - Reid Hoffman, imprenditore e scrittore statunitense
- 5 agosto - Thomas Lang, batterista austriaco
- 5 agosto - Chris Munk, ex cestista statunitense
- 5 agosto - Kazunori Yamauchi, autore di videogiochi giapponese
- 6 agosto - Enrico Borghi, politico italiano
- 6 agosto - Peter Haber, ex atleta paralimpico tedesco
- 6 agosto - Marcel Wüst, ex ciclista su strada tedesco
- 7 agosto - Homaid Abdulla Al Shemmari, manager emiratino
- 7 agosto - Gilberto Angelucci, allenatore di calcio e ex calciatore venezuelano
- 7 agosto - Edoardo Costa, attore e modello italiano
- 7 agosto - Ciro Ferrara, allenatore di calcio e ex calciatore italiano
- 7 agosto - Josh Grant, ex cestista statunitense
- 7 agosto - Oleksandr Hajdaš, ex calciatore ucraino
- 7 agosto - Charlotte Lewis, attrice inglese
- 7 agosto - Antonino Miele, attore, regista teatrale e drammaturgo italiano
- 7 agosto - Johnny Peebucks, cantante statunitense
- 7 agosto - Evgenij Platov, ex danzatore su ghiaccio russo
- 7 agosto - Albert Rösti, politico svizzero
- 7 agosto - Zheng Wu, ex cestista cinese
- 8 agosto - Yūki Amami, attrice e doppiatrice giapponese
- 8 agosto - Stefan Andersson, cantante svedese
- 8 agosto - Marcelo Balboa, ex calciatore statunitense
- 8 agosto - Branko Brnović, allenatore di calcio e ex calciatore montenegrino
- 8 agosto - Pierluigi Cappello, poeta italiano († 2017)
- 8 agosto - Shane Gaalaas, batterista britannico
- 8 agosto - Francesco Giorgino, giornalista e conduttore televisivo italiano
- 8 agosto - Óscar Ibáñez, allenatore di calcio e ex calciatore argentino
- 8 agosto - Raúl Mederos, allenatore di calcio cubano
- 8 agosto - Florin Motroc, allenatore di calcio e ex calciatore rumeno
- 8 agosto - Uche Okafor, calciatore nigeriano († 2011)
- 8 agosto - Luciana Ottaviani, ex modella, attrice e showgirl italiana
- 8 agosto - Sable, ex wrestler e ex modella statunitense
- 8 agosto - Lee Unkrich, regista, montatore e sceneggiatore statunitense
- 9 agosto - Ralph Hasenhüttl, allenatore di calcio e ex calciatore austriaco
- 9 agosto - Ulrich Kirchhoff, cavaliere tedesco
- 9 agosto - Marie Svensson, tennistavolista svedese
- 9 agosto - Wilson Pérez, ex calciatore colombiano
- 9 agosto - Patrick Ridremont, attore e regista belga
- 9 agosto - Deion Sanders, ex giocatore di football americano, allenatore di football americano e ex giocatore di baseball statunitense
- 9 agosto - Fabián Tourn, cestista argentino († 2009)
- 9 agosto - Dana Vávrová, attrice e regista ceca († 2009)
- 10 agosto - Philippe Albert, ex calciatore belga
- 10 agosto - Sean Blakemore, attore statunitense
- 10 agosto - Riddick Bowe, ex pugile statunitense
- 10 agosto - Chris Collins, cantante e chitarrista statunitense
- 10 agosto - Raquel Devine, ex attrice pornografica statunitense
- 10 agosto - Wanderley Gomes Bernardino, ex calciatore brasiliano
- 10 agosto - Bonny Madsen, ex calciatrice danese
- 10 agosto - Sonia Peronaci, cuoca e conduttrice televisiva italiana
- 10 agosto - Alessandro Rossi, politico sammarinese
- 10 agosto - Jean-Guy Wallemme, allenatore di calcio e ex calciatore francese
- 11 agosto - Massimiliano Allegri, allenatore di calcio e ex calciatore italiano
- 11 agosto - Enrique Bunbury, cantautore spagnolo
- 11 agosto - Collin Chou, attore e artista marziale taiwanese
- 11 agosto - Ahmet Hakan, scrittore e giornalista turco
- 11 agosto - Mike Lodish, ex giocatore di football americano statunitense
- 11 agosto - Eric Leme Walther Maleson, dirigente sportivo e ex bobbista brasiliano
- 11 agosto - Joe Rogan, commentatore televisivo, comico e cabarettista statunitense
- 11 agosto - Giorgio Zini, ex sciatore freestyle italiano
- 12 agosto - Françoise Burdet, ex bobbista svizzera
- 12 agosto - Jonas Eriksson, politico svedese
- 12 agosto - Edoardo Gaffeo, economista e politico italiano
- 12 agosto - Mike Gundy, allenatore di football americano e ex giocatore di football americano statunitense
- 12 agosto - El Arbi Hababi, ex calciatore marocchino
- 12 agosto - Elxan Həsənov, ex calciatore azero
- 12 agosto - Manavu Kashimoto, fumettista giapponese
- 12 agosto - Emil Kostadinov, dirigente sportivo e ex calciatore bulgaro
- 12 agosto - Connie Mack IV, politico statunitense
- 12 agosto - Paulo Roberto Marqués Roris, dirigente sportivo e ex giocatore di calcio a 5 brasiliano
- 12 agosto - Brent Sexton, attore statunitense
- 12 agosto - Regilio Tuur, ex pugile olandese
- 12 agosto - Mike Verstraeten, ex calciatore belga
- 12 agosto - Gabriele Villa, ex hockeista su ghiaccio italiano
- 13 agosto - Pavel Bezchasny, docente e religioso russo († 2017)
- 13 agosto - Mary Callahan Erdoes, imprenditrice statunitense
- 13 agosto - Quinn Cummings, attrice e scrittrice statunitense
- 13 agosto - Luca De Michelis, editore italiano
- 13 agosto - Jens-Uwe Gordon, ex cestista statunitense
- 13 agosto - Dave Jamerson, ex cestista statunitense
- 13 agosto - Albano Janku, ex arbitro di calcio albanese
- 13 agosto - Jin Xing, ballerina e coreografa cinese
- 13 agosto - Aleksandr Kiričenko, ex pistard russo
- 13 agosto - Byron Mann, attore cinese
- 13 agosto - Vladïmïr Nïdergaws, ex calciatore kazako
- 13 agosto - Takako Ohta, cantante e doppiatrice giapponese
- 13 agosto - Gerardo Rabajda, ex calciatore uruguaiano
- 13 agosto - Polito Rodríguez Méndez, arcivescovo cattolico venezuelano
- 13 agosto - Luiz Henrique Silveira Couto, ex giocatore di calcio a 5 brasiliano
- 13 agosto - Stanislav Stankov, ex cestista bulgaro
- 13 agosto - Vasillaq Ziu, ex calciatore albanese
- 14 agosto - Ivajlo Andonov, allenatore di calcio e ex calciatore bulgaro
- 14 agosto - Keith DeLong, ex giocatore di football americano statunitense
- 14 agosto - Ehab Galal, allenatore di calcio e calciatore egiziano († 2024)
- 14 agosto - Erik Gandini, regista e produttore cinematografico italiano
- 14 agosto - Natasha Hovey, attrice italiana
- 14 agosto - Jill Morris, diplomatica britannica
- 14 agosto - Kenji Ōba, ex calciatore giapponese
- 14 agosto - William Prunier, allenatore di calcio e ex calciatore francese
- 14 agosto - Samson Siasia, allenatore di calcio e ex calciatore nigeriano
- 14 agosto - Kathrin Weßel, ex mezzofondista e maratoneta tedesca
- 15 agosto - Stewart Beards, ex calciatore inglese
- 15 agosto - Brahim Boutayeb, ex mezzofondista marocchino
- 15 agosto - Leomar Antônio Brustolin, arcivescovo cattolico brasiliano
- 15 agosto - Christophe Capelle, ex pistard e ciclista su strada francese
- 15 agosto - Brendon Dawson, allenatore di rugby a 15 e ex rugbista a 15 zimbabwese
- 15 agosto - Derek Draper, giornalista e scrittore britannico († 2024)
- 15 agosto - Tony Hand, allenatore di hockey su ghiaccio e ex hockeista su ghiaccio britannico
- 15 agosto - Alan Henning, attivista britannico († 2014)
- 15 agosto - Peter Hermann, attore e scrittore statunitense
- 15 agosto - Frédéric Nihous, politico francese
- 15 agosto - Christian Steger, ex skeletonista italiano
- 15 agosto - Laura Torres, doppiatrice messicana
- 15 agosto - Fatimah Tuggar, artista e scultrice nigeriana
- 16 agosto - Matteo Alemanno, fumettista italiano
- 16 agosto - Clovis Cornillac, attore e regista francese
- 16 agosto - Johnathan Edwards, ex cestista statunitense
- 16 agosto - Donovan Leitch, attore e cantante britannico
- 16 agosto - Mike Morrison, ex cestista statunitense
- 16 agosto - Jarkko Oikarinen, informatico finlandese
- 16 agosto - Roberto Rosso, politico italiano
- 16 agosto - Mopreme Shakur, rapper statunitense
- 16 agosto - Ulla Weigerstorfer, modella, attrice e conduttrice televisiva austriaca
- 16 agosto - Cajsa Stina Åkerström, cantante e scrittrice svedese
- 17 agosto - David Conrad, attore statunitense
- 17 agosto - Helga Lazak, ex sciatrice alpina tedesca
- 17 agosto - Marco Mattiucci, militare e vigile del fuoco italiano († 1998)
- 17 agosto - Kevin Max, cantante, chitarrista e poeta statunitense
- 17 agosto - Masayuki Nakagomi, ex calciatore giapponese
- 17 agosto - Michel Ngonge, ex calciatore belga
- 17 agosto - Michael Preetz, dirigente sportivo e ex calciatore tedesco
- 17 agosto - Irène Tolleret, politica francese
- 18 agosto - Uwe Alzen, pilota automobilistico tedesco
- 18 agosto - Eddy Barrows, fumettista brasiliano
- 18 agosto - Brian Michael Bendis, fumettista statunitense
- 18 agosto - Carlo Colombo, architetto e designer italiano
- 18 agosto - Blas Elias, batterista statunitense
- 18 agosto - Robert Hürlimann, giocatore di curling svizzero
- 18 agosto - Beate Koch, ex giavellottista tedesca
- 18 agosto - Daler Mehndi, cantante indiano
- 18 agosto - Victor Ndip, ex calciatore camerunese
- 18 agosto - Dario Scannapieco, economista e dirigente d'azienda italiano
- 18 agosto - Gianluca Schiavon, batterista italiano
- 18 agosto - Mark Spörrle, giornalista tedesco
- 18 agosto - Rosaria Tassinari, politica italiana
- 18 agosto - Abdul Rahman bin Musa'id Al Sa'ud, principe e dirigente sportivo saudita
- 18 agosto - Vjačeslavs Ževņerovičs, ex calciatore lettone
- 19 agosto - Saeed Al-Owairan, ex calciatore saudita
- 19 agosto - Abdellah Bidar, ex calciatore marocchino
- 19 agosto - Lucy Briers, attrice inglese
- 19 agosto - Leontin Grozavu, allenatore di calcio e ex calciatore rumeno
- 19 agosto - Boris Hvojnev, ex calciatore bulgaro
- 19 agosto - Franco Lerda, allenatore di calcio e ex calciatore italiano
- 19 agosto - Mel McCants, ex cestista statunitense
- 19 agosto - Satya Nadella, dirigente d'azienda indiano
- 19 agosto - Daniela Rondinelli, politica italiana
- 19 agosto - Greg Smith, atleta paralimpico australiano
- 19 agosto - Tabitha Soren, giornalista statunitense
- 19 agosto - Sergej Jur'evič Zacharov, generale russo
- 20 agosto - Ray Alder, cantante statunitense
- 20 agosto - Ivan Gamberini, ex calciatore italiano
- 20 agosto - Ricky Grace, ex cestista statunitense
- 20 agosto - Etgar Keret, scrittore, attore e regista israeliano
- 20 agosto - Øystein Slettemark, ex biatleta e ex fondista danese
- 21 agosto - A Dijiang, ex cestista e allenatore di pallacanestro cinese
- 21 agosto - Giorgia Brenzan, ex calciatrice e allenatore di calcio italiana
- 21 agosto - Andrea Bucciol, allenatore di calcio a 5 italiano
- 21 agosto - Charb, fumettista, disegnatore e giornalista francese († 2015)
- 21 agosto - Bart De Roover, allenatore di calcio e ex calciatore belga
- 21 agosto - Vittorio Fravezzi, politico italiano
- 21 agosto - Marek Jóźwiak, ex calciatore polacco
- 21 agosto - Carrie-Anne Moss, attrice canadese
- 21 agosto - Cristóbal Parralo, allenatore di calcio e ex calciatore spagnolo
- 21 agosto - John Rodrigues, arcivescovo cattolico indiano
- 21 agosto - Toni Rüttimann, progettista svizzero
- 21 agosto - Serj Tankian, cantautore, polistrumentista e produttore discografico statunitense
- 22 agosto - Adewale Akinnuoye-Agbaje, attore britannico
- 22 agosto - Ty Burrell, attore statunitense
- 22 agosto - Perry Carter, ex cestista statunitense
- 22 agosto - Paul Ereng, ex mezzofondista keniota
- 22 agosto - Alfred Gough, sceneggiatore e produttore cinematografico statunitense
- 22 agosto - Robert Leroux, ex schermidore francese
- 22 agosto - Yukiko Okada, cantante giapponese († 1986)
- 22 agosto - Filippo Piva, ex nuotatore sammarinese
- 22 agosto - Layne Staley, cantante statunitense († 2002)
- 23 agosto - Dominic Antonelli, ex astronauta statunitense
- 23 agosto - Paola Celli, nuotatrice artistica e commentatrice televisiva italiana
- 23 agosto - Arturo Di Corinto, giornalista, saggista e attivista italiano
- 23 agosto - Andrius Mamontovas, cantautore lituano
- 23 agosto - Cedella Marley, scrittrice e imprenditrice giamaicana
- 23 agosto - Kazumi Totaka, compositore giapponese
- 24 agosto - Jan Eriksson, ex calciatore svedese
- 24 agosto - Andrea Ferro, sportivo italiano
- 24 agosto - Bob Kula, ex giocatore di football americano statunitense
- 24 agosto - Judianna Makovsky, costumista statunitense
- 24 agosto - Doug Roth, ex cestista statunitense
- 24 agosto - Michael Thomas, ex calciatore inglese
- 25 agosto - Ornella Bertorotta, politica italiana
- 25 agosto - Antonello Carbone, giornalista e scrittore italiano
- 25 agosto - Giuseppe Compagno, allenatore di calcio e ex calciatore italiano
- 25 agosto - Manuel António Couto Guimarães, ex calciatore portoghese
- 25 agosto - Tony Dawson, ex cestista statunitense
- 25 agosto - Nobuyuki Hiyama, doppiatore giapponese
- 25 agosto - Tom Hollander, attore britannico
- 25 agosto - Jon Husted, politico statunitense
- 25 agosto - Rocco Iannelli, militare italiano
- 25 agosto - Mireya Luis, dirigente sportiva e ex pallavolista cubana
- 25 agosto - Xavier Niel, imprenditore francese
- 25 agosto - Giovanni Perricelli, ex marciatore italiano
- 25 agosto - Claudio Pistolesi, ex tennista e allenatore di tennis italiano
- 25 agosto - Laura Schaap, ex cestista olandese
- 25 agosto - Jeff Tweedy, cantante, compositore e chitarrista statunitense
- 25 agosto - Nicola Zaccheo, dirigente pubblico e dirigente d'azienda italiano
- 25 agosto - Thomas Zander, lottatore tedesco
- 26 agosto - Éric Alard, ex bobbista francese
- 26 agosto - Marco Di Buono, conduttore televisivo e attore teatrale italiano
- 26 agosto - Aleksandar Đorđević, ex cestista e allenatore di pallacanestro serbo
- 26 agosto - Michael Gove, giornalista e politico britannico
- 26 agosto - Suat Kaya, allenatore di calcio e ex calciatore turco
- 26 agosto - Kelly Madison, attrice pornografica, regista e produttrice cinematografica statunitense
- 26 agosto - Rebecca Ramos, modella e attrice statunitense
- 26 agosto - Anna Stante, attrice italiana
- 26 agosto - Oleg Taktarov, attore e artista marziale misto russo
- 27 agosto - Carlo Barbuto, kickboxer italiano
- 27 agosto - Michele Barillaro, magistrato italiano († 2012)
- 27 agosto - Igor' Dobrovol'skij, allenatore di calcio e ex calciatore sovietico
- 27 agosto - Bob Nastanovich, musicista statunitense
- 27 agosto - Lázaro Oliveira, allenatore di calcio e ex calciatore angolano
- 27 agosto - Ernesto Palomba, astronomo italiano
- 27 agosto - Fabio Tagliavia, regista italiano
- 27 agosto - Bruno Versavel, ex calciatore belga
- 28 agosto - Bart Heirewegh, ex ciclista su strada belga
- 28 agosto - Angela Ianaro, politica italiana
- 28 agosto - Kōji Matsushita, ex tennistavolista giapponese
- 28 agosto - Angelo Sorino, attore e doppiatore italiano
- 29 agosto - Gian Maria Accusani, musicista, cantante e compositore italiano
- 29 agosto - Paul Frank, artista, designer e stilista statunitense
- 29 agosto - Neil Gorsuch, giurista statunitense
- 29 agosto - Andrea Migliavacca, vescovo cattolico italiano
- 29 agosto - Giovanni Moro, ex sciatore alpino italiano
- 29 agosto - Anton Newcombe, cantante e polistrumentista statunitense
- 29 agosto - Takeshi Okazaki, fumettista, illustratore e character designer giapponese
- 29 agosto - Pierfunk, musicista italiano
- 29 agosto - Pierpaolo Piccioli, stilista italiano
- 29 agosto - Andrea Rocchigiani, allenatore di calcio e ex calciatore italiano
- 29 agosto - Jiří Růžek, fotografo ceco
- 29 agosto - Jon Stephenson von Tetzchner, programmatore e imprenditore islandese
- 29 agosto - Tosca, cantante e attrice italiana
- 29 agosto - Ursula Zybach, politica svizzera
- 30 agosto - Maya Detiège, politica belga
- 30 agosto - Cōstas Kadīs, politico cipriota
- 30 agosto - Barbara Kendall, ex velista neozelandese
- 30 agosto - John Moeti, calciatore sudafricano († 2023)
- 30 agosto - Mami Nakanishi, attrice giapponese
- 30 agosto - Vadym Postovoj, ex calciatore e allenatore di calcio ucraino
- 30 agosto - Claudia Ruggeri, poetessa italiana († 1996)
- 30 agosto - Frédérique van der Wal, modella, attrice e imprenditrice olandese
- 31 agosto - Ralf Büchner, ex ginnasta tedesco orientale
- 31 agosto - Jonathan Cake, attore britannico
- 31 agosto - Nick Douglas, bassista statunitense
- 31 agosto - Christian Fassetta, attore e doppiatore italiano
- 31 agosto - Stuart Graham, attore britannico
- 31 agosto - Akiko Hiramatsu, doppiatrice giapponese
- 31 agosto - Gene Hoglan, batterista statunitense
- 31 agosto - Hiroaki Matsuyama, allenatore di calcio e ex calciatore giapponese
- 31 agosto - Anita Moen, ex fondista norvegese
- 31 agosto - Stefano Podeschi, ex arbitro di calcio sammarinese